# Culex amaniensis
Culex amaniensis är en tvåvingeart som beskrevs av Someren och Hamon 1964. Culex amaniensis ingår i släktet Culex och familjen stickmyggor.
Artens utbredningsområde är Tanzania. Inga underarter finns listade i Catalogue of Life.